# Space Oddity
Space Oddity — музичний альбом Девіда Боуї. Виданий у листопаді 1969 року лейблом Mercury Records. Загальна тривалість композицій становить 45:12. Альбом відносять до напрямку фольк, рок.

## Список пісень
1. «Space Oddity» — 5:14
2. «Unwashed and Somewhat Slightly Dazed» — 6:10
3. «Don't Sit Down» — 0:39
4. «Letter to Hermione» — 2:30
5. «Cygnet Committee» — 9:30
6. «Janine» — 3:19
7. «An Occasional Dream» — 2:56
8. «Wild Eyed Boy From Freecloud» — 4:47
9. «God Knows I'm Good» — 3:16
10. «Memory of a Free Festival» — 7:07